# Hsum Hsai
Hsum Hasai (birmà ဆမ္မဆယ်) o Thonze és un subestat de Hsipaw, dins dels estats Shan de l'Estat Shan de Myanmar. És al sud-oest de Hsipaw. La capital és el poble de Thonze. Actualment forma part del municipi de Nawnghkio, situat a uns 60 kilòmetres al nord-est de Mandalay.